# Rougefay
Rougefay település Franciaországban, Pas-de-Calais megyében. Lakosainak száma 89 fő (2022. január 1.). Rougefay Aubrometz, Boffles, Buire-au-Bois, Conchy-sur-Canche, Fillièvres és Vacquerie-le-Boucq községekkel határos.

## Népesség
A település népessége az elmúlt években az alábbi módon változott:
| Lakosok száma | 88   | 86   | 85   | 86   | 87   | 89   | 89   | 89   | 89   |
|               | 2013 | 2015 | 2016 | 2017 | 2018 | 2019 | 2020 | 2021 | 2022 |